# Sterilitet
Sterilitet eller  infertilitet er et udtryk som dækker både dyr og mennesker, der ikke er i stand til at formere sig. Udtrykket bruges også om noget, der er rent og frit for bakterier.